# Rio Capivari (vattendrag i Brasilien, Paraná, lat -25,00, long -48,60)
Rio Capivari är ett vattendrag i Brasilien.   Det ligger i delstaten Paraná, i den södra delen av landet, 1 000 km söder om huvudstaden Brasília.
I omgivningarna runt Rio Capivari växer i huvudsak städsegrön lövskog. Runt Rio Capivari är det ganska glesbefolkat, med 38 invånare per kvadratkilometer.